# Osmi križarski rat
Osmi križarski rat je naziv za vojni sukob vođen 1270. godine kojeg je predvodio francuski kralj Luj IX. Vrlo brzo po stupanju na afričko tlo Luj umire od kuge, a veći dio vojske oboljeva. Vodstvo po smrti Luja IX. preuzima njegov brat Karlo I. Anžuvinac koji napuštaju Svetu Zemlju te križarska vojska odlazi natrag u Francusku.

## Uvod
Odlaskom francuskog kralja Luja IX. i završetkom Sedmog križarskog rata, Sveta zemlja je ponovo utonula u svoje unutrašnje razmirice. Nakon nasilne Ajbakove smrti egipatsko prijestolje nasljeđuje njegov maloljetni sin Nour ad-Din Ali. Njegov namjesnik Kutuz ga ubija nakon dvije godine i preuzima vlast. U to vrijeme kreće mongolska invazija na islamske zemlje. Njima je pomagao i križarski knez Antiohije, Bohemond IV., čijom pomoći Mongoli zauzimaju brojne gradove. Ova osvajanja zaustavljena su bitkom kod Ain Jalut (3. rujna 1260.) u kojoj mamelučki zapovjednik Bajbars nanosi poraz Mongolima. Nakon toga Bajbars ubija i Kutuza i preuzima egipatsko prijestolje.
Dvadeset godina nakon Sedmog križarskog rata, pri kraju svoje vladavine i u životnoj dobi od 56 godina, Luj IX. je isplanirao postavljanje konačne europske kršćanske vlasti u Svetoj zemlji. Osim toga, Luj IX. bio je dodatno uznemiren zbog Bajbarsovih napada na ostatke križarskih država. Godine 1268. pada Antiohija, a svi njeni stanovnici su bili zaklani.

## Borbe
Pod utjecajem Karla I. Anžuvinca Luj vodi vojsku prema Tunisu, gdje počinje velika opsada grada. Dana 25. kolovoza 1270. umire kralj Luj, nakon čega se njegova vojska našla u teškoj situaciji. Karlo I. Anžuvinac, Lujev brat, uskoro stiže u Svetu zemlju i sklapa mir te izvlači ponešto križara iz zarobljeništva. Vojska engleskog kralja Henrika III., pod vodstvom princa Edvarda, koja je krenula u pomoć Lujevoj vojsci, vraća se u Englesku.

## Poveznice
- Sedmi križarski rat
- Luj IX.